# Pachyjoppa tibialis
Pachyjoppa tibialis là một loài tò vò trong họ Ichneumonidae.